# Nikolaus von Vormann
Nikolaus von Vormann (24 de dezembro de 1895 - 26 de outubro de 1959) foi um general alemão que serviu na Wehrmacht da Alemanha nazista durante a Segunda Guerra Mundial.. 
O General von Vormann nasceu em Neumark, Prússia Ocidental, Império Alemão . Ele se juntou ao exército prussiano em 1914 e serviu na Primeira Guerra Mundial. Na Segunda Guerra Mundial serviu nas campanhas da Frente Oriental e, em 1944, comandou brevemente o 9º Exército . Durante esse intervalo ele se envolveu na supressão da Revolta de Varsóvia. Em 4 de maio de 1945, quando os Aliados se aproximaram ele foi nomeado comandante da "Alpenfestung" ( Fortaleza Alpina ), em grande parte inexistente. Ele recebeu a cruz do cavaleiro da cruz de ferro . Vormann escreveu dois livros documentando suas experiências em tempos de guerra: Der Feldzug 1939 em Polen e Tscherkassy . Morreu em 26 de outubro de 1959 em Berchtesgaden .  